# خوسيه لويس سالغادو
خوسيه لويس سالغادو (بالإسبانية: José Luis Salgado) هو لاعب كرة قدم مكسيكي في مركز الدفاع، ولد في 3 أبريل 1966 في مدينة مكسيكو في المكسيك. شارك مع منتخب المكسيك لكرة القدم. أما مع النوادي، فقد لعب مع كلوب ليون ونادي أمريكا ونادي أونيفرسيداد ناسيونال ونادي تيكوس ونادي مونتيري.

## وصلات خارجية
- خوسيه لويس سالغادو على موقع قاعدة بيانات كرة القدم.إي يو (الإنجليزية)
- خوسيه لويس سالغادو على موقع ناشيونال فوتبول تيمز (الإنجليزية)